# Temporada 2011 del fútbol ecuatoriano
La Temporada 2011 del fútbol ecuatoriano abarca todas las actividades relativas a campeonatos de fútbol profesional, nacionales e internacionales, disputados por clubes ecuatorianos, y por las selecciones nacionales de este país, en sus diversas categorías, durante 2011.
| Categoría         | Campeonato               | Campeón                              | Título      |
| ----------------- | ------------------------ | ------------------------------------ | ----------- |
| Serie A           | Campeonato Nacional 2011 | Sociedad Deportivo Quito             | 5.to Título |
| Serie B           | Anual 2011               | Club Deportivo Técnico Universitario | 5.to Título |
| Segunda Categoría | Segunda Categoría 2011   | Círculo Deportivo Ferroviarios       | 1.er Título |

## Torneos locales (Campeonatos regulares)

### Serie A

#### Primera Etapa
Clasificación
|     | Equipo                  | PTS | PJ | PG | PE | PP | GF | GC | DG  |
| --- | ----------------------- | --- | -- | -- | -- | -- | -- | -- | --- |
| 1º  | Emelec                  | 44  | 22 | 12 | 8  | 2  | 31 | 15 | +16 |
| 2º  | Liga de Quito           | 40  | 22 | 11 | 7  | 4  | 29 | 13 | +16 |
| 3º  | Deportivo Quito         | 39  | 22 | 11 | 6  | 5  | 39 | 25 | +14 |
| 4º  | El Nacional             | 32  | 22 | 9  | 5  | 8  | 31 | 23 | +8  |
| 5º  | Liga de Loja            | 32  | 22 | 9  | 5  | 8  | 27 | 27 | 0   |
| 6º  | Deportivo Cuenca        | 31  | 22 | 8  | 7  | 7  | 27 | 30 | -3  |
| 7º  | Olmedo                  | 29  | 22 | 8  | 5  | 9  | 27 | 32 | -5  |
| 8º  | Barcelona               | 27  | 22 | 6  | 9  | 7  | 22 | 23 | -1  |
| 9º  | Manta F.C.              | 27  | 22 | 7  | 6  | 9  | 20 | 26 | -6  |
| 10º | Imbabura S.C.           | 23  | 22 | 6  | 5  | 11 | 25 | 33 | -8  |
| 11º | Independiente del Valle | 19  | 22 | 4  | 7  | 11 | 29 | 44 | -15 |
| 12º | Espoli                  | 15  | 22 | 3  | 6  | 13 | 22 | 38 | -16 |

|  | Clasificó a la final del torneo, a la Copa Sudamericana 2011 y a la Copa Libertadores 2012. |
|  | Clasificó a la Copa Sudamericana 2011.                                                      |

#### Segunda Etapa
Clasificación
|     | Equipo                  | PTS | PJ | PG | PE | PP | GF | GC | DG  |
| --- | ----------------------- | --- | -- | -- | -- | -- | -- | -- | --- |
| 1º  | Deportivo Quito         | 44  | 22 | 13 | 5  | 4  | 34 | 15 | +19 |
| 2º  | Barcelona               | 40  | 22 | 12 | 4  | 6  | 29 | 21 | +8  |
| 3º  | El Nacional             | 37  | 22 | 11 | 4  | 7  | 39 | 32 | +7  |
| 4º  | Emelec                  | 34  | 22 | 10 | 4  | 8  | 34 | 23 | +11 |
| 5º  | Liga de Quito           | 34  | 22 | 10 | 4  | 8  | 32 | 23 | +9  |
| 6º  | Deportivo Cuenca        | 32  | 22 | 8  | 8  | 6  | 29 | 23 | +6  |
| 7º  | Independiente del Valle | 31  | 22 | 9  | 4  | 9  | 32 | 30 | +2  |
| 8º  | Olmedo                  | 27  | 22 | 7  | 6  | 9  | 23 | 28 | -5  |
| 9º  | Manta F.C.              | 25  | 22 | 7  | 4  | 11 | 18 | 30 | -12 |
| 10º | Imbabura S.C.           | 25  | 22 | 7  | 4  | 11 | 26 | 39 | -14 |
| 11º | Liga de Loja            | 24  | 22 | 7  | 3  | 12 | 31 | 42 | -11 |
| 12º | Espoli                  | 16  | 22 | 4  | 4  | 14 | 16 | 35 | -19 |

|  | Clasifica a la final del torneo, a la Copa Libertadores 2012. |

#### Tabla acumulada
Clasificación
|     | Equipo                  | PTS | PJ | PG | PE | PP | GF | GC | DG  |
| --- | ----------------------- | --- | -- | -- | -- | -- | -- | -- | --- |
| 1º  | Deportivo Quito         | 83  | 44 | 24 | 11 | 9  | 73 | 40 | +33 |
| 2º  | Emelec                  | 78  | 44 | 22 | 12 | 10 | 65 | 38 | +27 |
| 3º  | Liga de Quito           | 74  | 44 | 21 | 11 | 12 | 61 | 36 | +25 |
| 4º  | El Nacional             | 69  | 44 | 20 | 9  | 15 | 71 | 56 | +15 |
| 5º  | Barcelona               | 67  | 44 | 18 | 13 | 13 | 51 | 44 | +7  |
| 6º  | Deportivo Cuenca        | 63  | 44 | 16 | 15 | 13 | 56 | 53 | +3  |
| 7º  | Liga de Loja            | 56  | 44 | 16 | 8  | 20 | 58 | 69 | -11 |
| 8º  | Olmedo                  | 56  | 44 | 15 | 11 | 18 | 49 | 60 | -11 |
| 9º  | Manta F.C.              | 52  | 44 | 14 | 10 | 20 | 38 | 56 | -18 |
| 10º | Independiente del Valle | 50  | 44 | 13 | 11 | 20 | 61 | 74 | -13 |
| 11º | Imbabura S.C.           | 48  | 44 | 13 | 9  | 22 | 51 | 73 | -22 |
| 12º | Espoli                  | 31  | 44 | 7  | 10 | 27 | 38 | 73 | -35 |

|  | Finalistas y clasificados para la Copa Libertadores 2012.                                                           |
|  | En zona de clasificación al desempate para el tercer lugar y el cupo de "Ecuador 3" para la Copa Libertadores 2012. |
|  | Descendieron a la Serie B 2012.                                                                                     |

#### Finales

##### Tercer lugar
| 11 de diciembre de 2011, 12:00 | El Nacional                      | 2:1 (2:1) | Liga de Quito       | Estadio Olímpico Atahualpa, Quito                      |                                                        |
|                                | Hugo Vélez 8' · Javier Chila 39' |           | Walter Calderón 23' | Asistencia: 7.550 espectadores Árbitro(s): Carlos Vera | Asistencia: 7.550 espectadores Árbitro(s): Carlos Vera |

| 19 de diciembre de 2011, 19:30 | Liga de Quito    | 1:1 (0:0) | El Nacional            | Estadio Casa Blanca, Quito          |                                     |
|                                | Luis Bolaños 83' |           | Juan Luis Anangonó 71' | Árbitro(s): Omar Ponce asistencia = | Árbitro(s): Omar Ponce asistencia = |

- El Nacional ganó 3-2 en el marcador global.

##### Final
| Finalistas      | Vía de clasificación        |
| --------------- | --------------------------- |
| Emelec          | Ganador de la Primera Etapa |
| Deportivo Quito | Ganador de la Segunda Etapa |

| 11 de diciembre de 2011, 16:00 | Emelec | 0:1 (0:1) | Deportivo Quito    | Estadio George Capwell, Guayaquil                       |                                                         |
|                                |        |           | Fidel Martínez 29' | Asistencia: 30.000 espectadores Árbitro(s): José Carpio | Asistencia: 30.000 espectadores Árbitro(s): José Carpio |

| 17 de diciembre de 2011, 12:00 | Deportivo Quito     | 1:0 (0:0) | Emelec | Estadio Olímpico Atahualpa, Quito |                              |
|                                | Matías Alustiza 88' | [http://www.ecuafutbol.org/UI/detalle.aspx?seccion=1&categserie=7&nivel=0&subnivel=0&id=21067&tabla=N (enlace roto disponible en Internet Archive; véase el historial, la primera versión y la última). Reporte] |        | Árbitro(s): Alfredo Intriago      | Árbitro(s): Alfredo Intriago |

- Deportivo Quito ganó 2-0 en el marcador global.

### Serie B

#### Primera Etapa
Clasificación
|    | Equipo                | PTS | PJ | PG | PE | PP | GF | GC | DG  |
| -- | --------------------- | --- | -- | -- | -- | -- | -- | -- | --- |
| 1  | Técnico Universitario | 54  | 22 | 17 | 3  | 2  | 39 | 16 | +23 |
| 2  | Universidad Católica  | 37  | 22 | 11 | 4  | 7  | 37 | 24 | +13 |
| 3  | Rocafuerte F.C.       | 36  | 22 | 10 | 6  | 6  | 34 | 25 | +9  |
| 4  | Macará                | 35  | 22 | 9  | 8  | 5  | 36 | 24 | +12 |
| 5  | River Plate Ecuador   | 35  | 22 | 10 | 5  | 7  | 33 | 21 | +12 |
| 6  | Valle del Chota       | 35  | 22 | 10 | 5  | 7  | 27 | 26 | +1  |
| 7  | Deportivo Quevedo     | 23  | 22 | 6  | 5  | 11 | 31 | 33 | -2  |
| 8  | Deportivo Azogues     | 23  | 22 | 6  | 5  | 11 | 30 | 26 | -6  |
| 9  | Grecia                | 23  | 22 | 6  | 5  | 11 | 21 | 39 | -18 |
| 10 | Atlético Audaz        | 21  | 22 | 5  | 6  | 11 | 28 | 40 | -12 |
| 11 | Liga de Portoviejo    | 21  | 22 | 5  | 6  | 11 | 27 | 39 | -12 |
| 12 | U.T. de Cotopaxi      | 20  | 22 | 4  | 8  | 10 | 21 | 41 | -20 |

#### Tabla acumulada
Clasificación
|     | Equipo                | PTS | PJ | PG | PE | PP | GF | GC | DG  |
| --- | --------------------- | --- | -- | -- | -- | -- | -- | -- | --- |
| 1º  | Técnico Universitario | 87  | 42 | 26 | 9  | 7  | 69 | 30 | +39 |
| 2º  | Macará                | 76  | 42 | 21 | 13 | 8  | 72 | 37 | +35 |
| 3º  | Universidad Católica  | 72  | 42 | 21 | 9  | 12 | 67 | 46 | +21 |
| 4º  | River Plate Ecuador   | 62  | 42 | 16 | 14 | 12 | 71 | 46 | +25 |
| 5º  | Rocafuerte F.C.       | 56  | 42 | 14 | 14 | 14 | 51 | 44 | +7  |
| 6º  | Valle del Chota       | 53  | 42 | 14 | 11 | 17 | 58 | 57 | +1  |
| 7º  | Deportivo Quevedo     | 51  | 42 | 14 | 9  | 19 | 55 | 67 | -12 |
| 8º  | U.T. de Cotopaxi      | 50  | 42 | 12 | 14 | 16 | 52 | 67 | -15 |
| 9º  | Deportivo Azogues     | 49  | 42 | 13 | 10 | 19 | 53 | 69 | -16 |
| 10º | Grecia                | 48  | 42 | 13 | 9  | 20 | 40 | 70 | -30 |
| 11º | Liga de Portoviejo    | 44  | 42 | 11 | 1  | 20 | 48 | 69 | -21 |
| 12º | Atlético Audaz        | 41  | 42 | 10 | 11 | 21 | 51 | 85 | -34 |

|  | Campeón, asciende directamente a la Serie A 2012    |
|  | Subcampeón, asciende directamente a la Serie A 2012 |
|  | Descendieron a la Segunda Categoría 2012            |

### Segunda Categoría

#### Zona 1
Grupo A
|    | Equipo           | PTS | PJ | PG | PE | PP | GF | GC | DG |
| -- | ---------------- | --- | -- | -- | -- | -- | -- | -- | -- |
| 1° | Mushuc Runa S.C. | 16  | 6  | 5  | 1  | 0  | 6  | 1  | +5 |
| 2° | Cuniburo F.C.    | 13  | 6  | 4  | 1  | 1  | 6  | 1  | +5 |
| 3° | Star Club        | 3   | 6  | 1  | 0  | 5  | 2  | 8  | -6 |
| 4° | Dep. Cotopaxi    | 3   | 6  | 1  | 0  | 5  | 1  | 5  | -4 |
| 5° | Unibolívar       | 0   | 0  | 0  | 0  | 0  | 0  | 0  | 0  |

Grupo B
|    | Equipo             | PTS | PJ | PG | PE | PP | GF | GC | DG  |
| -- | ------------------ | --- | -- | -- | -- | -- | -- | -- | --- |
| 1° | Juventud Minera    | 20  | 8  | 6  | 2  | 0  | 21 | 10 | +11 |
| 2° | Aucas              | 17  | 8  | 5  | 2  | 1  | 16 | 6  | +10 |
| 3° | Alianza            | 11  | 8  | 3  | 2  | 3  | 12 | 11 | +1  |
| 4° | Atlético Saquisilí | 3   | 7  | 1  | 0  | 6  | 10 | 21 | -11 |
| 5° | León Carr          | 3   | 7  | 1  | 0  | 6  | 7  | 18 | -11 |

|  | Clasificado a los Hexagonales Finales |

#### Zona 2
Grupo A
|    | Equipo               | PTS | PJ | PG | PE | PP | GF | GC | DG |
| -- | -------------------- | --- | -- | -- | -- | -- | -- | -- | -- |
| 1° | Deportivo Macas      | 15  | 7  | 4  | 3  | 0  | 2  | 1  | +1 |
| 2° | Deportivo Coca       | 14  | 7  | 4  | 2  | 1  | 2  | 1  | +1 |
| 3° | Cooperativa Amazonas | 11  | 8  | 3  | 2  | 3  | 2  | 3  | 0  |
| 4° | Super Campeones      | 8   | 7  | 2  | 2  | 3  | 3  | 4  | -1 |
| 5° | Malta Shungo         | 1   | 7  | 0  | 1  | 6  | 3  | 1  | -1 |

Grupo B
|    | Equipo            | PTS | PJ | PG | PE | PP | GF | GC | DG |
| -- | ----------------- | --- | -- | -- | -- | -- | -- | -- | -- |
| 1° | New Star          | 15  | 7  | 4  | 3  | 0  | 2  | 1  | +1 |
| 2° | Caribe Junior     | 11  | 8  | 3  | 2  | 2  | 2  | 1  | +1 |
| 3° | Cumandá           | 11  | 7  | 3  | 2  | 2  | 2  | 3  | -1 |
| 4° | Anaconda F.C.     | 10  | 7  | 3  | 1  | 3  | 1  | 1  | 0  |
| 5° | Deportivo Oriente | 3   | 7  | 1  | 0  | 6  | 1  | 2  | -1 |

|  | Clasificado a los Hexagonales Finales. |

#### Zona 3
Grupo A
|    | Equipo               | PTS | PJ | PG | PE | PP | GF | GC | DG |
| -- | -------------------- | --- | -- | -- | -- | -- | -- | -- | -- |
| 1° | Fuerza Amarilla S.C. | 15  | 7  | 4  | 3  | 0  | 6  | 1  | +5 |
| 2° | Gualaceo S.C.        | 15  | 7  | 4  | 3  | 0  | 4  | 2  | +2 |
| 3° | Norteamérica         | 10  | 8  | 4  | 2  | 2  | 2  | 0  | +2 |
| 4° | Grupo Alcívar        | 3   | 7  | 1  | 0  | 6  | 1  | 2  | -1 |
| 5° | Reina del Pindal     | 0   | 7  | 0  | 0  | 7  | 0  | 8  | -8 |

Grupo B
|    | Equipo          | PTS | PJ | PG | PE | PP | GF | GC | DG |
| -- | --------------- | --- | -- | -- | -- | -- | -- | -- | -- |
| 1° | Ferroviarios    | 15  | 8  | 4  | 3  | 1  | 3  | 2  | +1 |
| 2° | Municipal Cañar | 12  | 7  | 3  | 3  | 1  | 2  | 1  | +1 |
| 3° | Estudiantes     | 8   | 7  | 2  | 2  | 3  | 0  | 0  | 0  |
| 4° | Loja F.C.       | 8   | 7  | 2  | 2  | 3  | 1  | 2  | -1 |
| 5° | Río Amarillo    | 6   | 7  | 2  | 0  | 5  | 0  | 1  | -1 |

|  | Clasificado a los Hexagonales Finales. |

#### Zona 4
Grupo A
|    | Equipo                | PTS | PJ | PG | PE | PP | GF | GC | DG |
| -- | --------------------- | --- | -- | -- | -- | -- | -- | -- | -- |
| 1° | Rocafuerte S.C.       | 19  | 7  | 6  | 1  | 0  | 9  | 1  | +8 |
| 2° | Águilas               | 19  | 8  | 6  | 1  | 1  | 3  | 1  | +2 |
| 3° | Segundo Hoyos Jácome  | 9   | 7  | 3  | 0  | 4  | 3  | 6  | -3 |
| 4° | Delfín S.C.           | 1   | 6  | 0  | 1  | 5  | 3  | 4  | -1 |
| 5° | Salinas Internacional | 1   | 6  | 0  | 1  | 5  | 3  | 11 | -8 |

Grupo B
|    | Equipo              | PTS | PJ | PG | PE | PP | GF | GC | DG |
| -- | ------------------- | --- | -- | -- | -- | -- | -- | -- | -- |
| 1° | Alianza del Pailon  | 18  | 7  | 6  | 0  | 1  | 7  | 1  | +6 |
| 2° | Carlos Borbor Reyes | 13  | 7  | 4  | 1  | 2  | 2  | 1  | +1 |
| 3° | Liga de Quevedo     | 12  | 7  | 4  | 0  | 3  | 2  | 6  | -1 |
| 4° | Club Malecón        | 6   | 7  | 2  | 0  | 5  | 3  | 6  | -3 |
| 5° | Talleres            | 4   | 8  | 1  | 1  | 6  | 0  | 3  | -3 |

|  | Clasificado a los Hexagonales Finales. |

#### Hexagonales Finales
Grupo A
|    | Equipo               | PTS | PJ | PG | PE | PP | GF | GC | DG  |
| -- | -------------------- | --- | -- | -- | -- | -- | -- | -- | --- |
| 1° | Mushuc Runa S.C.     | 22  | 9  | 7  | 1  | 1  | 24 | 6  | +18 |
| 2° | Cuniburo F.C.        | 18  | 9  | 6  | 0  | 3  | 19 | 10 | +9  |
| 3° | Águilas              | 18  | 9  | 5  | 3  | 1  | 15 | 9  | +6  |
| 4° | Alianza del Pailon   | 8   | 9  | 2  | 2  | 5  | 7  | 16 | -9  |
| 5° | Deportivo Macas      | 7   | 9  | 2  | 1  | 6  | 7  | 13 | -6  |
| 6° | Fuerza Amarilla S.C. | 4   | 9  | 1  | 1  | 7  | 7  | 25 | -18 |

Grupo B
|    | Equipo            | PTS | PJ | PG | PE | PP | GF | GC | DG  |
| -- | ----------------- | --- | -- | -- | -- | -- | -- | -- | --- |
| 1° | C.D. Ferroviarios | 20  | 10 | 6  | 2  | 2  | 20 | 5  | +15 |
| 2° | Gualaceo S.C.     | 17  | 10 | 5  | 2  | 3  | 18 | 20 | -2  |
| 3° | Juventud Minera   | 13  | 9  | 4  | 1  | 4  | 10 | 15 | -4  |
| 4° | Aucas             | 12  | 10 | 4  | 0  | 6  | 19 | 19 | 0   |
| 5° | Rocafuerte        | 12  | 10 | 4  | 0  | 6  | 14 | 16 | -2  |
| 6° | New Star          | 4   | 9  | 3  | 1  | 5  | 15 | 20 | -5  |

|  | Ascendidos a la Serie B 2012 y disputan la final. |

#### Final disputada
La disputaron el club Ferroviarios  y el  Mushuc Runa.
| Fecha                   | Lugar  |              |  | Resultado |  |                  |
| ----------------------- | ------ | ------------ |  | --------- |  | ---------------- |
| 14 de diciembre de 2011 | Durán  | Ferroviarios |  | 1 – 2     |  | Mushuc Runa      |
| 17 de diciembre de 2011 | Ambato | Mushuc Runa  |  | 2 – 3     |  | Ferroviarios (v) |

## Ascensos y descensos
| Categorías                | Equipos descendidos               | Equipos ascendidos           |
| ------------------------- | --------------------------------- | ---------------------------- |
| Serie A Serie B           | Imbabura S.C. Espoli              | Técnico Universitario Macará |
| Serie B Segunda Categoría | Liga de Portoviejo Atlético Audaz | Ferroviarios Mushuc Runa     |

## Torneos internacionales
Véase además Anexo:Clubes ecuatorianos en torneos internacionales

### Copa Libertadores
|  |    | Equipo          | Fase final             | PTS | PJ | PG | PE | PP | GF | GC | DG |
|  | -- | --------------- | ---------------------- | --- | -- | -- | -- | -- | -- | -- | -- |
|  | 1° | Liga de Quito   | Octavos de final       | 10  | 8  | 3  | 1  | 4  | 12 | 9  | +3 |
|  | 2° | C.S. Emelec     | Segunda fase (Grupo 6) | 8   | 6  | 2  | 2  | 2  | 4  | 5  | -1 |
|  | 3° | Deportivo Quito | Primera fase           | 3   | 2  | 1  | 0  | 1  | 1  | 2  | -1 |

### Copa Sudamericana
|  |    | Equipo          | Fase final       | PTS | PJ | PG | PE | PP | GF | GC | DG |
|  | -- | --------------- | ---------------- | --- | -- | -- | -- | -- | -- | -- | -- |
|  | 1° | Liga de Quito   | Final Subcampeón | 22  | 12 | 7  | 1  | 4  | 13 | 8  | +5 |
|  | 2° | Deportivo Quito | Primera fase     | 3   | 2  | 1  | 0  | 1  | 1  | 2  | -1 |
|  | 3° | C.S. Emelec     | Segunda fase     | 0   | 2  | 0  | 0  | 2  | 2  | 4  | -2 |